# Adrian Thomas Smith
Adrian Thomas Smith, S.M. (Dublin, 4 de maio de 1940) é um ministro irlandês e arcebispo católico romano emérito de Honiara, Ilhas Salomão.
Adrian Thomas Smith ingressou na Congregação dos Padres Marianistas e foi ordenado sacerdote em 26 de março de 1966.
Em 19 de fevereiro de 1983, o Papa João Paulo II o nomeou bispo auxiliar de Honiara e bispo titular de Vissalsa. O arcebispo de Honiara, Daniel Willem Stuyvenberg, S.M., o consagrou bispo em 24 de abril do mesmo ano. Os co-consagradores foram Peter Kurongku, Arcebispo de Port Moresby, e Francesco De Nittis, Pró-Núncio em Papua Nova Guiné e Delegado Apostólico nas Ilhas Salomão.
Em 3 de dezembro de 1984, foi nomeado Arcebispo de Honiara e empossado em 27 de janeiro do ano seguinte.
O Papa Francisco aceitou sua aposentadoria em 22 de junho de 2016.